# Öttums församling
Öttums församling var en församling i Skara stift och i Vara kommun. Församlingen uppgick 2002 i Kvänums församling. 

## Administrativ historik
Församlingen har medeltida ursprung. 
Församlingen var till 1549 annexförsamling i pastoratet Vinköl och Öttum för att därefter till 1962 vara annexförsamling i pastoratet Jung, Fyrunga och Öttum som till 1571 även omfattade Vinköls församling. Från 1962 var den annexförsamling i pastoratet Kvänum, Norra Vånga, Edsvära, Jung, Öttum och Fyrunga. Församlingen uppgick 2002 i Kvänums församling.

## Kyrkor
- Öttums kyrka